# 易礼容

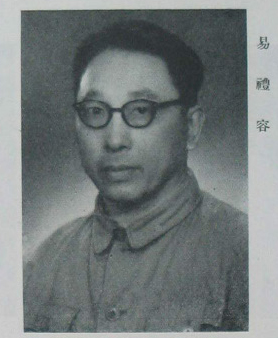

易礼容（1898年4月—1997年3月28日），字润生，号韵珊，湖南湘乡人。中国共产党早期领导人，中华人民共和国官员。

## 生平
易礼容早年曾就读于湘乡县立东山高等小学堂、湘乡驻省中学堂。1916年考入湖南省商业专门学校并任学生会会长。1919年进入武汉明德大学学习。1920年与毛泽东、何叔衡等人一同创办长沙文化学社并任经理。1920年加入新民学会，同时任湖南自修大学事务主任。1921年加入中国共产党，与毛泽东、何叔衡共同创立湖南第一个党小组。此后又历任中共湘区委员会委员、经济委员，长沙湘江学校校长，中共中央农民运动委员会委员，湖南省农民协会常务委员、委员长等。1927年当选中共第五届中央委员。
马日事变后，任中共湖南省临时省军委书记，代理省委书记。八七会议后出任中共湖南省委委员、行动委员会书记，中共安源特委书记。后脱党，1929年前往日本，1931年返回上海。1934年加入中国国民党。此后曾跟随朱学范参加工人运动。
抗日战争期间，历任湖南省政府秘书、三民主义研究会专员，国民党中央社会部工人科科长等。1941年回到湖南后，任教于新宁乡村师范学校、武冈乡村师范学校。1943年任国民党中央图书审查委员会审查员。1943年在朱学范推荐下出任中国劳动协会书记长。抗战结束后前往香港。1948年当选中华全国总工会常务执行委员、劳动保障部部长。
中华人民共和国成立后，出任政务院政治法律委员会委员。1952年起担任全国政协副秘书长。文化大革命中遭受迫害，被关入秦城监狱。1975年释放出狱，1977年起继续担任全国政协副秘书长。
1997年3月28日，易礼容在北京逝世。